# Deutsche Storchenstraße

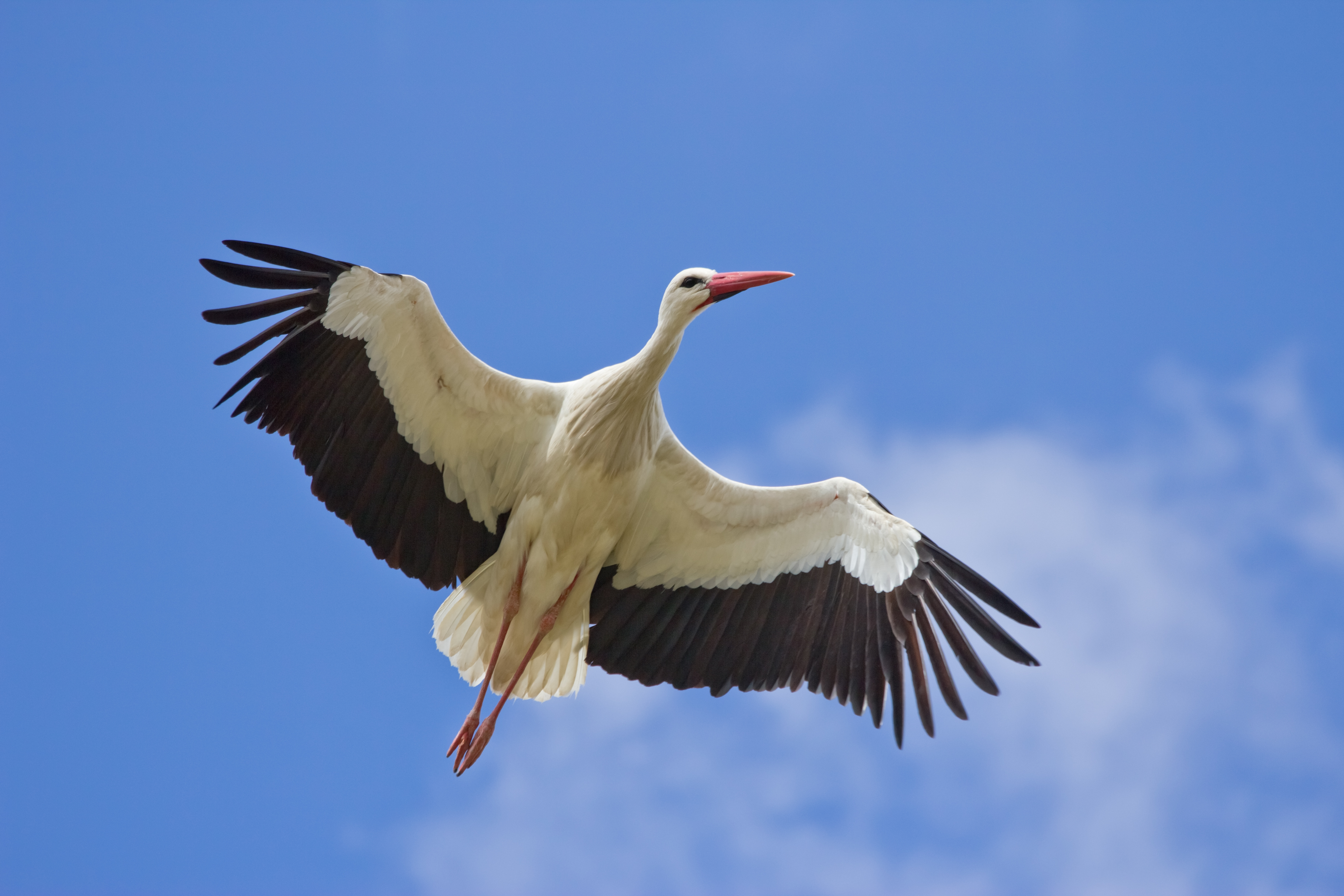
Weißstorch

Die Deutsche Storchenstraße ist eine etwa 450 km lange Ferienstraße in Norddeutschland. Sie erweist dem Weißstorch Reverenz, der südöstlich von Hamburg als Charaktervogel in der Elbtalaue zu Hause ist. Sie verläuft zu beiden Seiten der Elbe in einem Gebiet, das Teile der Bundesländer Schleswig-Holstein, Niedersachsen, Mecklenburg-Vorpommern, Brandenburg und Sachsen-Anhalt umfasst.
Die Deutsche Storchenstraße, die 2008 in der storchenreichsten Region Deutschlands eröffnet wurde, wird unterwegs übersichtlich und einheitlich mit ihrem Logo gekennzeichnet. Innerörtliche Hinweisschilder bringen die Störche den Menschen näher. An allen Horsten auf der Route informieren Nesttafeln über den Bruterfolg der letzten Jahre. An ausgewählten Standorten stehen Informationstafeln zu Themen wie die Beringung von Störchen, die Nahrung und den Vogelzug, aber auch über Störche in Liedern und Mythen.
Die Storchenstraße verbindet das Biosphärenreservat Flusslandschaft Elbe-Mecklenburg-Vorpommern, das Biosphärenreservat Niedersächsische Elbtalaue, den Naturpark Wendland.Elbe und das Biosphärenreservat Mittelelbe.
Sie verläuft
- auf der linken Elbeseite durch die Orte Bleckede, Hitzacker, Dannenberg, Lüchow, Seehausen und Tangermünde
- auf der rechten Elbeseite durch die Orte Lauenburg, Boizenburg, Neuhaus, Dömitz, Wittenberge und Havelberg.
- auf einem Rundkurs von Hitzacker über Dannenberg in das Wendland durch die Orte Lübeln, Küsten, Clenze, Wustrow, Lübbow, dem Lemgow, Woltersdorf und Lüchow entlang der Jeetzel zurück nach Dannenberg

Träger des Projektes Deutsche Storchenstraße ist die Biosphaerium Elbtalaue GmbH. Als Besucherzentrum für das Biosphärenreservat Niedersächsische Elbtalaue sowie als Tourist-Information vereint das Elbschloss Bleckede naturtouristische Aspekte unter einem Dach.